# Рез Абаси
Рез Абаси (на английски: Rez Abbasi) е американски фюжън и джаз китарист, продуцент и композитор.

## Биография и творчество
Роден е на 27 август 1965 г. в Карачи, най-големият град в Пакистан.
Заминава за Щатите заедно с родителите си и израства в Лос Анджелис, Калифорния. Учи се от музиканти като Джим Хол, Пат Матини и Бил Фризъл. Получава формално образование в Южнокалифорнийския университет и в Манхатънското училище по музика, където следва джаз и класическа музика. Отива и в Индия, където негов учител е перкусионистът Алла Раха.
През 1987 г. се премества в Ню Йорк, където живее. През 1991 г. излиза първият му албум, в който се трудят Боб Минцър, Кени Уърнър, Гари Томас, Питър Ърскин, Марк Копланд и Майкъл Форманек. Главните жанрове, в които твори, са фюжън, пост боп, хард боп, както и джаз стандартите. В средата на 90-те работи и като музикален педагог и композитор. Освен това той печели пари като музикален директор и продуцент на певицата Киран Ахлувалия, реализирайки албума ѝ Wanderlust (2008).
Част от развитието му е албумът Incurred Snake Charmer от 2005 година, в който пее индийската вокалистка Киран Ахлувалия, и Абаси комбинира джаз и индийска музика. Понастоящем работи с Рез Абасис Акустик Куортет, в който сътрудничи с вибрафониста Бил Уеър, контрабасиста Стефан Кръмп, както и барабаниста Ерик Макфърсън. Записва Things to Come (2009) с Виджей Айър, Рудреш Махантхапа, Киран Ахлувалия, Джон Уайдънмюлър, и Дан Уайс. Продуктът е разпространен от Сънисайд Рекърдс. Избран е от престижното списание Даун Бийт за един от най-добрите албуми на десетилетието. Освен това Абаси е награден с парично дарение от Чембър Мюзик Америка.

## Избрана дискография
- Rez Abbasi (1993)
- Third Ear (1995)
- Modern Memory (1998)
- Out of Body (2002)
- Snake Charmer (2005)
- Things to Come (2009)
- Natural Selection (2010)
- Continuous Beat (2012)
- Unfiltered Universe (2017)
- A Throw of Dice (2019)
- Django-Shift (2020)
- Oasis with Isabelle Oliver (2020)